# Емилия Радева
Емилия Ефтимова Радева е българска актриса.

## Биография
Родена е на 23 май 1932 г. в град Радомир.
Завършва специалност актьорско майсторство във ВИТИЗ „Кръстьо Сарафов“ в класа на професор Боян Дановски през 1955 г.
Започва работа в Драматичния театър в Пловдив (1955 – 1958), а след това и в театъра на Театър на Народната армия (1958-). От 1959 г. е член на СБФД. Председател е на секция „Актьори“ при СБФД (1980). Играе и в постановките на Театър 199: „Първата обич“ от Станислав Друмежки, реж. Любен Карабоиков; „Нечакана среща“ от Блага Димитрова, реж. Лена Ченчева, „Животът – това са две жени“ от Стефан Цанев, реж. Младен Киселов; „Ана Лиа“ от Дина Коча, реж. Леонтина Ардити; „Индийското въже“ от Кирил Станчев.
През 1974 г. е удостоена със званието заслужил артист, а 6 години по-късно и със званието народен артист. През 2003 г. е наградена с орден Стара планина – I степен „за приноса си за развитието на българското изкуство и култура“
През 2013 г. е наградена с „Аскеер“ за цялостно творчество.
Омъжена е за актьора Любомир Димитров до смъртта му през 2001 г. Семейството има една дъщеря.
Умира на 11 май 2023 г. на 90 годишна възраст в София.

## Награди и отличия
- Заслужил артист (1974).
- Народен артист (1980).
- Орден „Кирил и Методий“ – I степен (1973).
- Орден „НРБ“ (1982).
- Орден „Стара планина“ – I степен „за приноса си за развитието на българското изкуство и култура“ (2003).
- „II награда за женска роля“ за ролята и в пиесата „Я, колко макове“ на II национален преглед на българската драма и театър.
- „II награда за женска роля“ за ролята на (леля Пепа) в пиесата „От Земята до небето“ (1972).
- „I награда за женска роля“ за ролята на (Секула) на районен преглед на националната драма (1984).
- „Награда за женска роля“ на СБФД за ролята на (Невена) от тв сериал Дом за нашите деца (1988).
- Награда Аскеер „за цялостно творчество“ (2013).

## Театрални роли
- „Животът, това са две жени“ (Стефан Цанев)
- „Света Йоана“ (Шоу)

## Телевизионен театър
- „Представянето на комедията „Г-н Мортагон“ от Иван Вазов и Константин Величков в пловдивския театър „Люксембург“ в 1883 г.“ (1988) (Пелин Пелинов), 2 части – Съба Вазова
- „Съдии на самите себе си“ (1988) (Кольо Георгиев)
- „Да отгледаш кукувица“ (1987) (сц. и реж. Иван Рачев по едноименната повест на Дико Фучеджиев)
- „Татул“ (1986) (Георги Караславов)
- „Меден месец“ (1985) (Николай Никифоров)
- „Дом за утре“ (1984) (Младен Денев)
- „Ювиги хан“ (1982) (Рангел Игнатов), 2 части
- „Хубави дъждове“ (1982) (Димитър Панделиев)
- „Комендантът на Берлин“ (1980) (Вадим Собко)
- „Големият разговор“ (Герман Балуев и Александър Герман) (1978)
- „Сид“ (1971) (Пиер Корней)

## Филмография
| Година      | Филми и сериали                                                  | Серии  | Копродукции                 | Роля                                                         |
| 2020        | Светецът светкавица                                              |        |                             | майка Макария                                                |
| ----------- | ---------------------------------------------------------------- | ------ | --------------------------- | ------------------------------------------------------------ |
| 2019        | Можеш ли да убиваш                                               |        |                             | Катя                                                         |
| 2015        | Сюриз („Cerise“)                                                 |        | Франция                     | Таня                                                         |
| 2013        | Вангелия (тв сериал)                                             | 12     | Беларус/Русия/Украйна       | Магдалена, майката на Митко                                  |
| 2012        | Инкогнита                                                        |        | България/Русия              | старата майка                                                |
| 2006        | Заекът на Ватанен („Le lièvre de Vatanen“)                       |        | Белгия/България/Франция     | Маноара                                                      |
| 2006        | Разследване                                                      |        | България/Германия/Холандия  | майката                                                      |
| 2003        | Вчерашни целувки                                                 |        |                             | Веса                                                         |
| 2002        | Лист отбрулен                                                    |        |                             | баба Линка, лелята на Веса                                   |
| 1995        | Усмивка за сто лева                                              |        |                             | бабата                                                       |
| 1994        | Йосиф и Мария                                                    |        |                             | лелята на Мария                                              |
| 1988 – 1991 | Бащи и синове (тв сериал)                                        | 5      |                             | Невена Алданова                                              |
| 1988        | Неизчезващите (тв сериал)                                        | 5      |                             | Невена Алданова                                              |
| 1987        | Време за път (тв сериал)                                         | 5      |                             | Невена Алданова                                              |
| 1987        | Дом за нашите деца (тв сериал)                                   | 5      |                             | Невена Алданова                                              |
| 1986        | Място под слънцето                                               |        |                             | Дамяна                                                       |
| 1986        | Една любов                                                       |        |                             |                                                              |
| 1985        | Да сториш пътека                                                 |        |                             | учителката Неделя Петкова, вдовица                           |
| 1984        | Дело 205/1913 П. К. Яворов                                       |        |                             | майката на Лора                                              |
| 1982        | Милионите на Привалов (Die priwalov'schen Millionen) (тв сериал) | 6      | ФРГ/Западен Берлин/България | майката на Антонина                                          |
| 1982        | Почти ревизия (тв сериал)                                        | 4      |                             | хазяйката Терзиева                                           |
| 1981        | Кристали                                                         |        |                             | Ана (Ането)                                                  |
| 1980        | Спилитим и Рашо (тв сериал)                                      | 20     |                             | жената на хаджията търговец (в III серия)                    |
| 1978        | Моите непознати                                                  | 2      |                             | професор Нинова, ръководител на секцията                     |
| 1978        | Всички и никой                                                   |        |                             | мама Дана, майката на Матей                                  |
| 1978        | Талисман                                                         |        |                             | майката                                                      |
| 1977        | Юлия Вревска („Юлия Вревская“)                                   | 2      | СССР/България               | майката на Карабелов                                         |
| 1977        | Матриархат                                                       |        |                             | Жела                                                         |
| 1976        | Снаха                                                            |        |                             | Юрталаница                                                   |
| 1976        | Не си отивай!                                                    |        |                             | Цонева                                                       |
| 1976        | Спомен за близначката                                            |        |                             | Асенка                                                       |
| 1974        | Селкор                                                           |        |                             | Костовица                                                    |
| 1973        | Последната дума                                                  |        |                             | шивачката                                                    |
| 1973        | Тигърчето                                                        |        |                             | учителката                                                   |
| 1971        | Железният светилник                                              |        |                             | Султана                                                      |
| 1970 – 1971 | Ало, д-р Минев! (тв сериал)                                      | 5      |                             | Елена Минева, съпругата на д-р Минев                         |
| 1969        | Любовницата на Граминя („L'amante di Gramigna“)                  |        | Италия/България             | майката на Джема                                             |
| 1969        | Иконостасът                                                      |        |                             | Султана Глаушева                                             |
| 1967        | Случаят Пенлеве                                                  | 3 нов. |                             | г-жа Крушева, приятелка на Минка (в 3-та новела: „На гости“) |
| 1965        | Неспокоен дом                                                    |        |                             | Донка Манасиева                                              |
| 1961        | А бяхме млади                                                    |        |                             | Надя                                                         |
| 1960        | Случаен концерт                                                  |        |                             | Елен                                                         |
| 1958        | Сиромашка радост                                                 |        |                             | Христина, внучката на дядо Корчан                            |
| 1957        | Животът си тече тихо...                                          |        |                             | Шели                                                         |
| 1957        | Легенда за любовта („Legenda o lásce“)                           |        | Чехословакия/България       | Ширин                                                        |
| 1956        | Ребро Адамово                                                    |        |                             | Зюлкер                                                       |
| 1956        | Точка първа                                                      |        |                             | Ружа                                                         |
| 1954        | Песен за човека                                                  |        |                             |                                                              |

- Да избереш живота (2005) – документален